# Алако
Алако (фр. Allako) — деревня и супрефектура в Чаде, расположенная на территории региона Среднее Шари. Входит в состав департамента Лак-Иро.

## Географическое положение
Деревня находится в южной части Чада, к югу от реки Саламат, на высоте 340 метров над уровнем моря.
Алако расположен на расстоянии приблизительно 481 километра к юго-востоку от столицы страны Нджамены.

## Население
По данным официальной переписи 2009 года численность населения Алако составляла 12 575 человек (6118 мужчин и 6457 женщин). Население супрефектуры по возрастному диапазону распределилось следующим образом: 52,7 % — жители младше 15 лет, 43 % — между 15 и 59 годами и 4,3 % — в возрасте 60 лет и старше.

## Транспорт
Ближайший аэропорт расположен в городе Кьябе.